# Lilian Franck

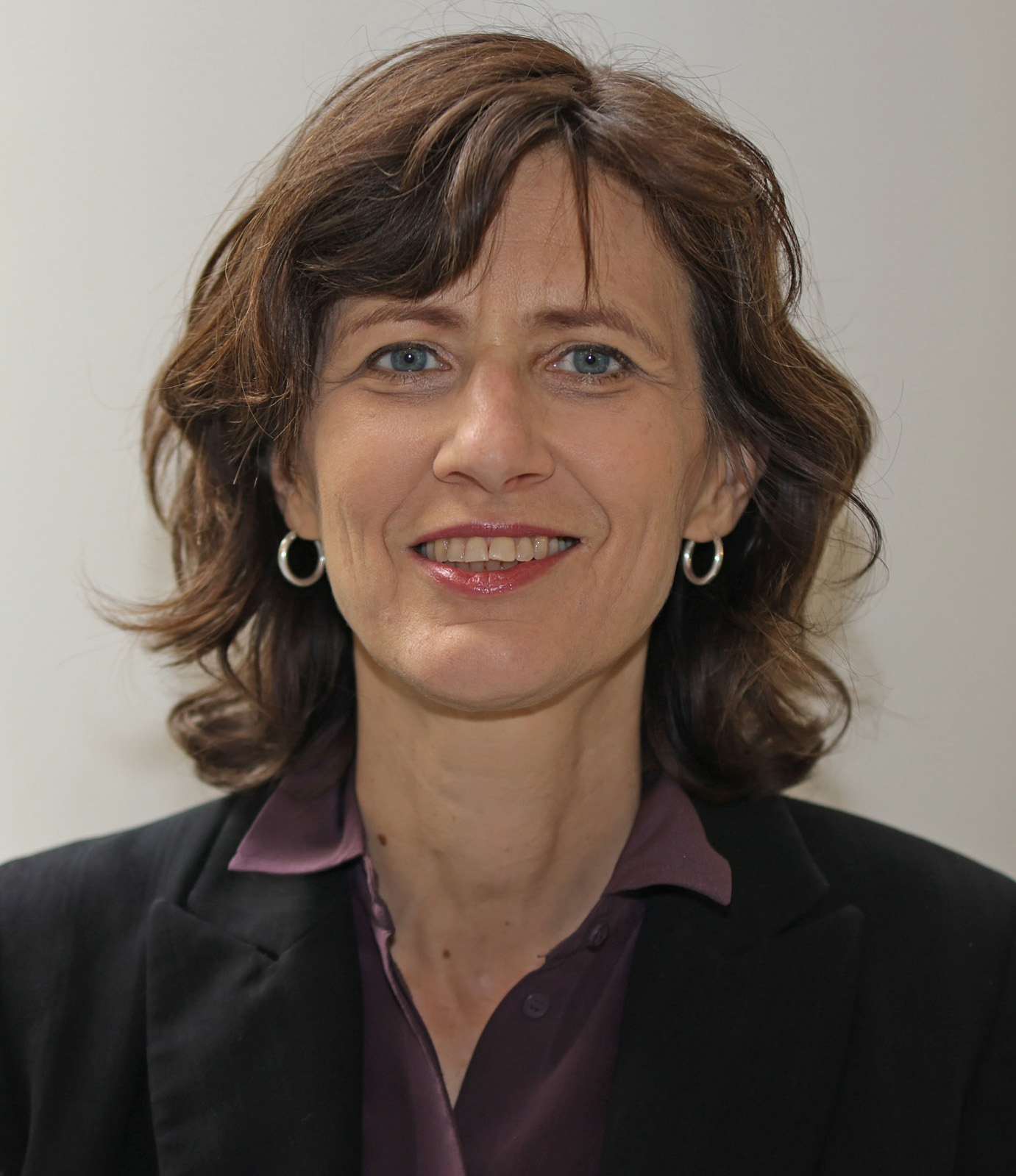
Lilian Franck (2022)

Lilian Franck (* 11. März 1971 in Würzburg) ist eine deutsche Regisseurin und Filmproduzentin.

## Leben
Lilian Franck studierte an der Filmakademie Baden-Württemberg und erhielt 1996 ihr Diplom im Fach Regie Dokumentarfilm. Sie setzte ihre Ausbildung in Frankreich an der Grande Ecole Le Fresnoy – Studio national des arts contemporains in Tourcoing fort, welche sie mit dem Postgraduierten-Diplom im Jahr 2000 abschloss.
2002 wurde sie mit dem Nachwuchspreis des Deutsch-Französischen Journalistenpreises für die Dokumentation Halbe Chance ausgezeichnet. Der Film war ihre erste Co-Regie mit Robert Cibis, mit dem sie gemeinsam die Produktionsfirma OVALmedia gegründet hatte. OVALmedia produzierte zahlreiche Dokumentarfilme, etwa den 2010 veröffentlichten Film Das Glück aus der Dose, bei dem Franck zusammen mit Stefanie Schmidt Regie führte, über die Behandlung von Kindern mit Psychopharmaka. Anfang April 2021 zog sich Franck aus sämtlichen Unternehmen der OVALmedia-Gruppe zurück und erklärte, an keiner Produktion von OVALmedia zur COVID-19-Pandemie mitgewirkt zu haben. Sie gab bekannt, sie werde künftig in keiner Form mehr mit OVALmedia kooperieren.
Im Jahr 2008 legte Lilian Franck mit Pianomania die Grundlage für ihre Laufbahn als Kinofilmregisseurin. Der Film über die Suche nach dem perfekten Klang zeigt die nervenaufreibende Zusammenarbeit zwischen dem Klaviertechniker Stefan Knüpfer und Starpianisten wie Lang Lang, Pierre-Laurent Aimard und Alfred Brendel. Pianomania lief sehr erfolgreich in 20 Ländern im Kino und gewann u. a. beim Internationalen Filmfestival von Locarno den Preis der Semaine de la Critique, den Golden Gate Award beim San Francisco International Film Festival und den Deutschen Filmpreis in der Kategorie Beste Tongestaltung. Außerdem wurde er mit dem Prädikat „Besonders wertvoll“ ausgezeichnet. Der Film wurde in der New York Times und im Guardian besprochen.

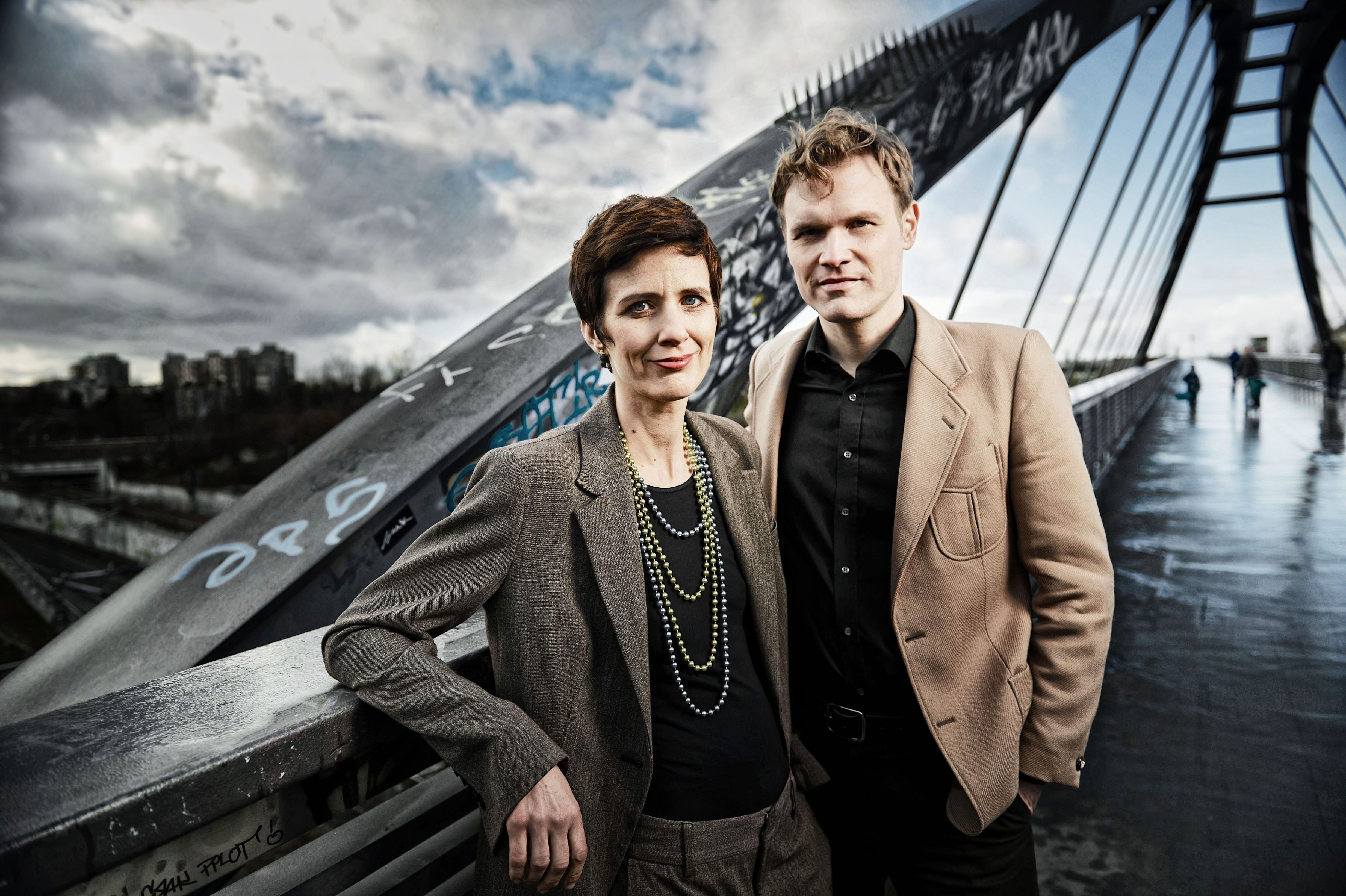
Lilian Franck mit Robert Cibis (2015)

Lilian Franck beschäftigt sich mit verschiedenen Genres: Beobachtend gedrehte Kinodokumentarfilme im Direct-Cinema-Stil, Reportagen und Dokumentationen. Ihr Schwerpunkt liegt auf Wissenschaftsfilmen im Bereich Gesundheit und Gesellschaft. Im Jahr 2017 stellte sie ihre persönliche Recherche trustWHO fertig. Der Film untersucht die Einflüsse von privater Industrie auf die Weltgesundheitsorganisation und startete am 1. März 2018 in den deutschen Kinos; anschließend wurde er auf ARTE und im ORF ausgestrahlt. Im selben Jahr beendete Franck auch Fuck Fame (Co-Regie Robert Cibis). Dieser Kinofilm zeigt den Kampf der jungen Rapperin Uffie zwischen ihrem privaten Ich und ihrer öffentlichen Person als Popstar. Fuck Fame feierte seine Premiere auf dem Festival Fipadoc in Biarritz und wurde für den Deutschen Dokumentarfilmpreis nominiert, bevor er 2019 ins Kino kam. Ihr Fernsehfilm Spitzenmedizin: Akupunktur – Mythos oder Therapie hatte seine deutsche TV-Premiere am 30. Mai 2020 auf ARTE.
Neben ihrer Regietätigkeit hat Lilian Franck auch Erfahrung mit der Filmproduktion und dem Filmverleih. Für ihre Produktion Free Lunch Society, bei der Christian Tod Regie führte, organisierte sie gemeinsam mit der OVALmedia Cologne GmbH eine Crowd-Premiere am 1. Februar 2018. Im Jahr 2020 initiierte und koordinierte sie gemeinsam mit dem Dokumentarfilmverband agdok den Dokumentarfilmtag LetsDok.
Seit dem 1. Februar 2020 ist Franck als wissenschaftliche Mitarbeiterin an der Alice Salomon Hochschule Berlin beschäftigt. Im Sommersemester 2021 hatte sie einen Lehrauftrag zu ihrem aktuellen Forschungsthema Weibliche Lust im Digitalzeitalter an der Evangelischen Hochschule Berlin.

## Filmografie

### Kino
Regie und Produktion
- 2019: Spitzenmedizin (Co-Regie: Robert Cibis)
- 2017: Fuck Fame (Co-Regie: Robert Cibis)
- 2017: trustWHO
- 2010: Pianomania (Co-Regie: Robert Cibis)

Produktion
- 2016: Free Lunch Society (Regie: Christian Tod)

### Fernsehen
Regie und Produktion
- 2010: Das Glück aus der Dose (Co-Regie: Stefanie Schmidt)
- 2004: Kapital: Mensch (Co-Regie: Robert Cibis)
- 2002: Halbe Chance? (Co-Regie: Robert Cibis)
- 2000: Temps forts
- 1997: Oma Maertens
- 1997: Supermerle

Produktion
- 2011: Lebensretter Ostblockviren – Ein Weg aus der Antibiotikakrise?
- 2010: 50 Jahre Pille – Karriere ohne Knick?
- 2009: Patient als Beute – Der Streit um die Gesundheitsmilliarden

### Kurzfilme
Regie und Produktion
- 2003: Oh du fröhliche!
- 2000: Cora
- 1994: Clemi Flüchtet
- 1994: Omen – 15 Stunden Tekkno

Produktion
- 2015: J'ai Tout Donné Au Soleil Sauf Mon Ombre (Regie: Valérie Anex und Christian Johannes Koch)
- 2015: Anyway Home (Regie: Pablo Kaes)
- 2003: Ich liebe mich, Ich liebe mich nicht

### Interaktive Videoinstallation
- 2001: Entro-Toupie

## Auszeichnungen
Halbe Chance?
- 2002: Nachwuchspreis des Deutsch-Französischen Journalistenpreises

Ekelhaft Gesund
- 2007: Ekotop Filmpreis

Pianomania
- 2009: Internationales Filmfestival Locarno, Preis der Semaine de la Critique
- 2009: Festival des Österreichischen Films – Diagonale, Preis für die Beste Künstlerische Montage Kategorie Dokumentarfilm
- 2009: Kinofest Lünen, Haupt- und Publikumspreis Lüdia
- 2009: Europäischer Filmpreis, Nominierung als Bester Dokumentarfilm
- 2009: Filmbewertungsstelle Wiesbaden: Prädikat Besonders wertvoll und Film des Monats
- 2010: San Francisco International Film Festival, Golden Gate Preis
- 2010: Eurodok Norwegen, Ehrenpreis
- 2010: Filmwochenende Würzburg, Publikumspreis
- 2011: Deutscher Filmpreis in der Kategorie Beste Tongestaltung